# 女神卡卡的生牛肉裝
美國流行歌手女神卡卡出席2010年MTV音樂錄影帶大獎頒獎典禮時，身穿以生牛肉製成的裙裝，掀起話題，也引發正反兩極的評價。這套服裝一般被媒體稱為「生牛肉裝」，是由阿根廷設計師弗蘭克·費爾南德斯設計，尼可拉·弗米切提定裝。它受到動物保護組織的強烈批評，同時被《時代》雜誌列為2010年首席時尚宣言。生牛肉裝概念的原創性也是媒體熱烈討論的話題，時常被取用、對照於當代藝術和流行文化中的類似設計。它和女神卡卡的其他服裝同樣都被妥善保存、收藏；在經過動物標本專家以肉乾形式防腐處理後，2011年在搖滾名人堂展出。女神卡卡在頒獎典禮結束後向媒體表示，「生牛肉裝」欲傳達一則訊息，即:人應為自身信念而戰，「人如果忘記自己的權利，他們就只能任人宰割。」她並強調她對美國軍方「不問，不說」政策的厭惡與不滿。

## 延伸閱讀
- Smith, Heather. . Meatpaper. 2011年3月, (14)  [2012-08-28]. （原始内容存档于2011-03-11）.